# Positron
En positron (antielektron) är elektronens antipartikel. Den har samma massa och en lika stor men motsatt laddning som elektronen. Positronens laddning är +1 elementarladdning och den har ett spinn på 1/2.
När en positron och en elektron kolliderar annihileras (förintas) båda och resulterar i två gammafotoner. Detta sker dock långtifrån ögonblickligen. I normalfallet bromsas positronen upp till dess den har omkring samma rörelseenergi som elektronerna i materialet, varpå den bildar en så kallad positroniumatom tillsammans med en vanlig elektron (och joniserar därmed den atom som elektronen kom ifrån). En sådan "atom" existerar sedan i storleksordningen 0,1 nanosekunder innan den slutligen annihileras.
Positroner kan uppkomma genom positronemission (betasönderfall) från radioaktiva material eller vid parproduktion från en foton med energi > 2mec2.
Diracekvationen, som utarbetades av Paul Dirac 1928 är en generalisering av Schrödingerekvationen inom kvantmekaniken som även tar hänsyn till den speciella relativitetsteorin, postulerade existensen av positroner fyra år innan partikeln 1932 upptäcktes av Carl D. Anderson. Det var första gången som en elementarpartikel förutsagts teoretiskt innan den upptäckts experimentellt, något som blivit relativt vanligt sedan dess.